# Ecuación de Eckhaus
En física matemática, la ecuación de Eckhaus, o la ecuación de Kundu-Eckhaus, es una ecuación diferencial parcial no lineal dentro de la clase de no lineal de Schrödinger:
{\displaystyle i\psi _{t}+\psi _{xx}+2\left(|\psi |^{2}\right)_{x}\,\psi +|\psi |^{4}\,\psi =0.}
La ecuación fue introducida independientemente por Wiktor Eckhaus y por Anjan Kundu para modelar la propagación de ondas en medios dispersivos. La ecuación Kundu-Eckhaus admite muchos tipos diferentes de soluciones analíticas, al igual que la ecuación no lineal de Schrödinger, incluidas, entre otras, las soluciones racionales de ola gigante. El comportamiento de sus soluciones estocásticas de ola gigante y sus espectros pueden usarse para fines de detección precoz.

## Linearization

Animación de una solución de paquete de ondas de la ecuación de Eckhaus. La línea azul es la parte real de la solución, la línea roja es la parte imaginaria y la línea negra es la envolvente de onda (valor absoluto). Las ondas cortas en el paquete se propagan más rápido que las ondas largas.

Animación de la solución de paquete de onda de la ecuación lineal de Schrödinger, correspondiente a la animación anterior para la ecuación de Eckhaus. La línea azul es la parte real de la solución, la línea roja es la parte imaginaria, la línea negra es la envolvente de onda (valor absoluto) y la línea verde es el centroide de la envolvente del paquete de ondas.

La ecuación de Eckhaus se puede linealizar a la ecuación lineal de Schrödinger:
{\displaystyle i\varphi _{t}+\varphi _{xx}=0,}
a través de la transformación no lineal:
Error al representar (SVG (MathML puede ser habilitado mediante un plugin de navegador): respuesta no válida («Math extension cannot connect to Restbase.») del servidor «http://localhost:6011/es.wikipedia.org/v1/»:): {\displaystyle \varphi(x,t) = \psi(x,t)\, \exp\left( \int_{-\infty}^x |\psi(x^\prime,t)|^2\; \text{d}x^\prime \right).}

La transformación inversa es:
{\displaystyle \psi (x,t)={\frac {\varphi (x,t)}{\displaystyle \left(1+2\,\int _{-\infty }^{x}|\varphi (x^{\prime },t)|^{2}\;{\text{d}}x^{\prime }\right)^{1/2}}}.}
Esta linealización también implica que la ecuación de Eckhaus es integrable.